# Titularbistum Xios
Xios ist ein Titularbistum der römisch-katholischen Kirche. 
Das Bistum Xios ist vermutlich die antike Landschaft Xios im Nildelta an der kanopischen (westlichen) Nilmündung.
Das Bistum war bisher vakant.